# آه، بیابان
آه بیابان (انگلیسی: Ah, Wilderness!) یک نمایشنامه کمدی اثر یوجین اونیل نمایشنامه‌نویس آمریکایی است که برای اولین بار در ۲ اکتبر ۱۹۳۳ در نیویورک بر روی صحنه رفت. این نمایش با داشتن پایانی خوش و نمایش خانواده‌ای خوشبخت با اکثر آثار اونیل متفاوت است.